# 德雷克集團

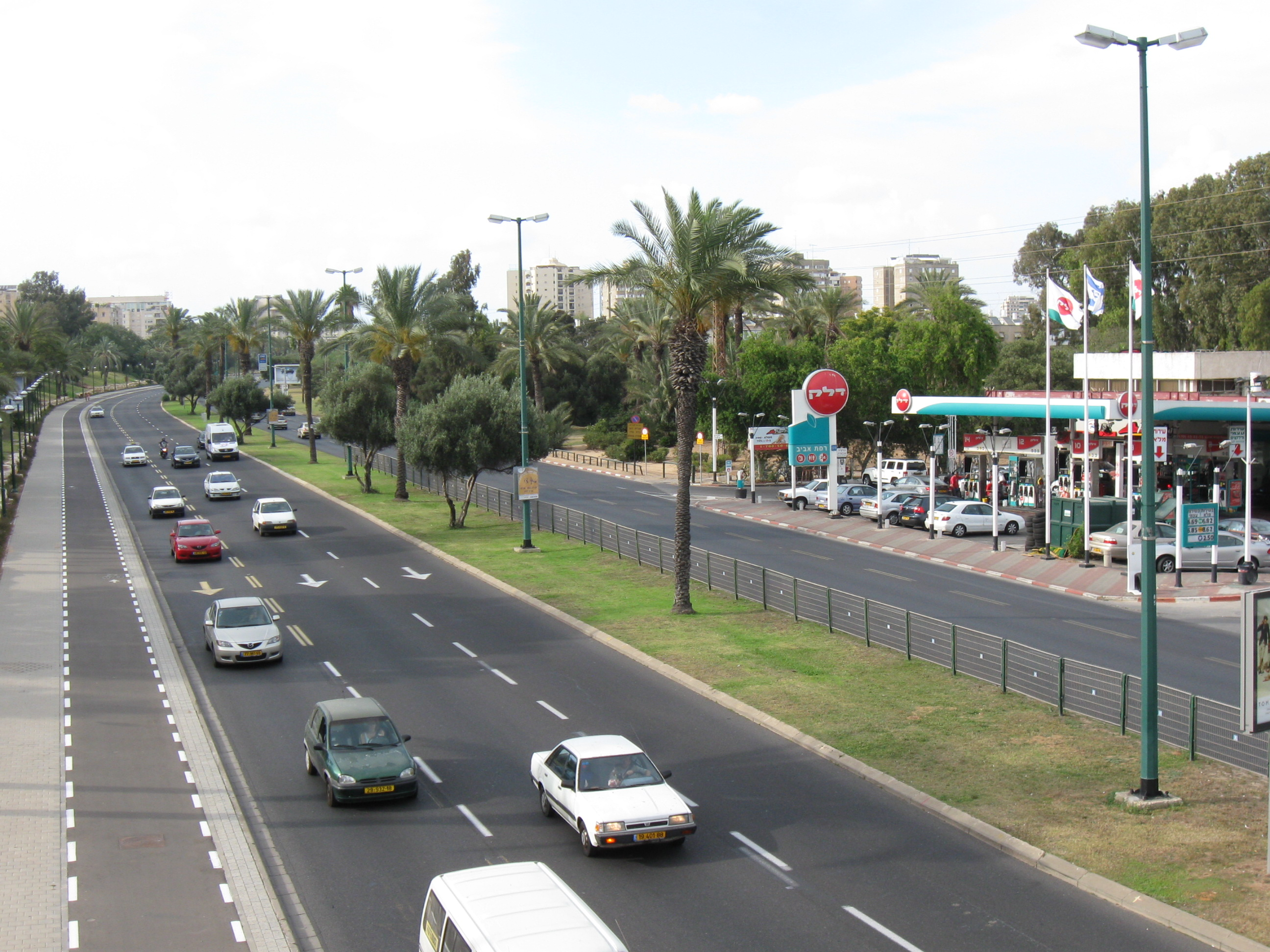
德雷克集團在特拉維夫的加油站

德雷克集團（Delek Group）是以色列的一家企業，也是以色列規模最大的公司之一。德雷克集團主要經營能源和基礎設施建設業務。該公司在特拉維夫證券交易所上市。

## 外部連結
- Delek website （页面存档备份，存于）